# Jerzy Klocek
Jerzy Klocek (ur. 26 grudnia 1940 w Łaziskach, zm. 30 sierpnia 2024 w Warszawie) − polski wiolonczelista solista, kameralista i muzyk orkiestrowy, w latach 1982–2011 koncertmistrz (lider) wiolonczel Polskiej Orkiestry Kameralnej, a następnie Sinfonii Varsovii.

## Życiorys
Był absolwentem Państwowej Wyższej Szkoły Muzycznej w Krakowie w klasie Józefa Mikulskiego. Po studiach został solistą i koncertmistrzem Orkiestry Polskiego Radia i Telewizji w Krakowie, a następnie Polskiej Orkiestry Kameralnej i Sinfonii Varsovii.
Występował pod batutą takich dyrygentów, jak Jacek Kaspszyk, Jerzy Maksymiuk, Krzysztof Penderecki, Jerzy Semkow, Yehudi Menuhin, Charles Dutoit i Lorin Maazel. Jako kameralista występował m.in. z Yehudi Menuhinem, Augustinem Dumayem, Gérardem Caussé'em, Borisem Piergamienszczikowem i Nigelem Kennedym.
Jako solista koncertował na scenach Carnegie Hall w Nowym Jorku, Kennedy Center w Waszyngtonie, Chicago Symphony Orchestra Hall, Festival van Vlaanderen, Edinburgh Festival, Schleswig-Holstein Musik Festival. Współpracował z orkiestrą The Masterplayers w Lugano. Był członkiem Tria Barokowego (z Elżbietą Stefańską i Barbarą Świątek-Żelazną), Tria Wawelskiego (z Kają Danczowską i Jerzym Łukowiczem), Tria Polskiego (z Wandą Wiłkomirską i Andrzejem Ratusińskim), zespołu muzyki współczesnej MW2 (z Adamem Kaczyńskim, Markiem Mietelskim, Janem Peszkiem, Mikołajem Grabowskim), występował w duecie z Haliną Czerny-Stefańską oraz Krystianem Zimermanem.

## Życie prywatne
Syn Leona. Zawarł związek małżeński z Barbarą z d. Rybińską (ur. 18.07.1942 - zm. 22.07.2024). Spoczywają na Cmentarzu Salwatorskim w Krakowie (Sektor W, Rząd 5, Nr grobu 24). 
Ich synem jest wiolonczelista Adam Klocek.

## Wyróżnienia
Wyróżniony Brązowym Medalem „Zasłużony Kulturze Gloria Artis” (2023).